# Pantardo
Pantardo fue un eclesiástico suevo, obispo de Braga en el s. VI.

## Biografía
Nacido en el seno de la familia de los Camaño, perteneciente a la nobleza del reino suevo, fue hermano de Talasio, que llegaría a ser obispo de Astorga.
En tiempos del rey Miro, tras la muerte de Martín de Braga ocurrida hacia el año 579, Pantardo fue consagrado obispo metropolitano de la diócesis de Braga, que en aquel tiempo tenía como sufragáneas a Aeminium, Oporto, Dume, Viseu y Lamego desde que en el concilio lucense celebrado en el 569 se hubiera dispuesto que Astorga, Britonia, Iria, Orense y Tuy perteneciesen a Lugo, recién elevada a metrópoli. 
En el año 585 el rey visigodo Leovigildo conquistó el reino suevo, ordenando desterrar a todos los obispos católicos que se negaran a convertirse al arrianismo; sin embargo esta nueva situación no alcanzó a Pantardo, pues al año siguiente Leovigildo murió, y su hijo y sucesor Recaredo abrazó la fe católica. Despojada Lugo de su condición de metrópoli, sus antiguas sufragáneas pasaron nuevamente a Braga.
La última noticia acerca de este prelado es su asistencia al III Concilio de Toledo del año 589, en el que se decretó el abandono del arrianismo en todo el reino visigodo de Toledo y la profesión del catolicismo como religión única; en dicho concilio representó también al obispo de Lugo Nitigisio, que no pudo concurrir por su avanzada edad. Se desconoce cuánto tiempo más presidió la sede bracarense.